# Сант'Агата Фелтрия
Сант'А̀гата Фѐлтрия (на италиански: Sant'Agata Feltria, на местен диалект Sant'Êgta, Сант'Егъта) е община в северна Италия, провинция Римини (от 3 август 2009 година), район Емилия-Романя. Разположена е на 606 m надморска височина. Населението на общината е 2281 души (към 2010 г.).
Общината се намира в горния край на долината на река Марекия.

## История
Община Сант'Агата Фелтрия има древна история. Обитавана от имбри и сарсинати в Средновековието, тя е феодална собственост на различни родове, по-известни от които са: Малатеста (господари на Римини), Монтефелтро (господари на Урбино и Фрегозо (Генуа). Последните са дали името на крепостта. Строителството ѝ започва в X век. Крепостта е реставрирана през 1474 година от известния архитект Франческо ди Джоржо Мартини. Градчето има много добре поддържан и красив исторически център. Интерес представлява театър „Анжело Мариани“ (структурата му е дървена) – един от най-старите театри в Италия. Не липсват и съвременни творби, добре съчетани в старата архитектура. Това са три фонтана, направени от мозайки по идеи на Тонино Гуера (най-известният се казва „Фонтанът на охлюва“).
Покровителка на града е Света Агата.
Тук се провежда всяка година Национален панаир на фин бял трюфел.
Крепостта „Фрегозо“ е превърната в Музей на приказките.